# Wyeomyia
Wyeomyia (лат.) — род кровососущих комаров из подсемейства Culicinae (триба Sabethini, Culicidae). Около 140 видов. Неотропика и Неарктика: Северная, Центральная и Южная Америка. Скутум покрыт чешуйками бронзовой окраски. Щетинки на клипеусе отсутствуют. Обитатели лесов, личинки обнаруживаются в небольших лужицах и прочих скоплениях воды, включая цветы и листья растений. Имаго активны днём. Медицинского значения не имеют. Известен только один случай выявления вирусов энцефалита в комаре вида Wyeomyia medioalbipes в Тринидаде. Род был выделен в 1901 году английским энтомологом Фредериком Теобальдом (англ. Frederick Vincent Theobald; 1868—1930).

## Систематика
Род Wyeomyia рассматривается как таксон сестринский к роду Sabethes (Judd, 1996), или как близкий к кладе из родов Limatus + Sabethes (Harbach & Kitching, 1998; Harbach & Peyton, 2000). Выделяют около 140 видов и 17 подродов:
Antunesmyia (3 вида), Caenomyiella (1), Cruzmyia (4), Decamyia (3), Dendromyia (6), Dodecamyia (1), Exallomyia (3), Hystatomyia (9), Menolepis (1), Miamyia (7), Nunezia (2), Phoniomyia (22), Prosopolepis (1), Spilonympha (7), Triamyia (2), Wyeomyia (36), Zinzala (2).

### Некоторые виды
- Подрод ANTUNESMYIA Lane & Cerqueira, 1942 (Wyeomyia alani Lane & Cerqueira, 1957, Wyeomyia colombiana Lane, 1945, Wyeomyia flavifacies Edwards, 1922)

- Подрод CAENOMYIELLA Harbach & Peyton, 1990 (Wyeomyia fernandezyepezi (Cova Garcia et al., 1974))

- Подрод CRUZMYIA Lane & Cerqueira, 1942 (Wyeomyia dyari  Lane & Cerqueira, 1942, Wyeomyia forattinii  Clastrier, 1974, Wyeomyia kummi  Lane & Cerqueira, 1942, Wyeomyia mattinglyi  Lane, 1953)

- Подрод DECAMYIA Dyar, 1919 (Wyeomyia felicia (Dyar & Nuñez Tovar, 1927), Wyeomyia pseudopecten  Dyar & Knab, 1906, Wyeomyia ulocoma (Theobald, 1903))

- Подрод DENDROMYIA Theobald, 1903 (Wyeomyia complosa (Dyar, 1928), Wyeomyia luteoventralis Theobald, 1901, Wyeomyia testei Senevet & Abonnenc, 1939, Wyeomyia trifurcata  Clastrier, 1973, Wyeomyia ypsipola  Dyar, 1922)

- Подрод DODECAMYIA Dyar, 1918 (Wyeomyia aphobema Dyar, 1918)